# Placówka Straży Granicznej w Zbereżu
Placówka Straży Granicznej w Zbereżu imienia gen. Wilhelma Orlik-Rückemanna – graniczna jednostka organizacyjna Straży Granicznej realizująca zadania w ochronie granicy państwowej z Ukrainą.

## Formowanie i zmiany organizacyjne
Placówka Straży Granicznej w Zbereżu (PSG w Zbereżu) z siedzibą w Zbereżu, została powołana 24 sierpnia 2005 roku Ustawą z 22 kwietnia 2005 roku O zmianie ustawy o Straży Granicznej..., w strukturach Nadbużańskiego Oddziału Straży Granicznej w Chełmie z przemianowania dotychczas funkcjonującej Strażnicy Straży Granicznej w Zbereżu (Strażnica SG w Zbereżu). Znacznie rozszerzono także uprawnienia komendantów, m.in. w zakresie działań podejmowanych wobec cudzoziemców przebywających na terytorium RP.
Z końcem 2005 roku odeszli ze służby ostatni funkcjonariusze służby kandydackiej. Było to możliwe dzięki intensywnie realizowanemu programowi uzawodowienia, w ramach którego w latach 2001–2006 przyjęto do NOSG 1280 funkcjonariuszy służby przygotowawczej.
31 stycznia 2007 roku nastąpiło oficjalne zakończenie rozbudowy placówki. W ramach rozbudowy wykonano nowy budynek placówki, budynek garażowo-techniczny, drogi i ogrodzenie.
31 grudnia 2010 roku w placówce służbę pełniło 39 funkcjonariuszy.

## Ochrona granicy
W ramach Systemu Wież Obserwacyjnych Straży Granicznej (SWO SG), od 9 września 2009 roku do ochrony powierzonego odcinka granicy państwowej placówka wykorzystuje wieżę obserwacyjną w miejscowości Sobibór z lokalnym ośrodkiem nadzoru w placówce SG w Zbereżu.
W lutym 2019 roku placówka otrzymała na wyposażenie do ochrony granicy specjalistyczny pojazd obserwacyjny tzw. PJN.

### Terytorialny zasięg działania
PSG w Zbereżu ochrania wyłącznie odcinek granicy rzecznej z Ukrainą przebiegającą środkiem koryta rzeki granicznej Bug.

Stan z 25 czerwca 2025
- od znaku granicznego nr: kanał wodny pomiędzy znakami granicznymi nr 1042-1043 do znaku granicznego nr: trójstyk RP-RB-UA.

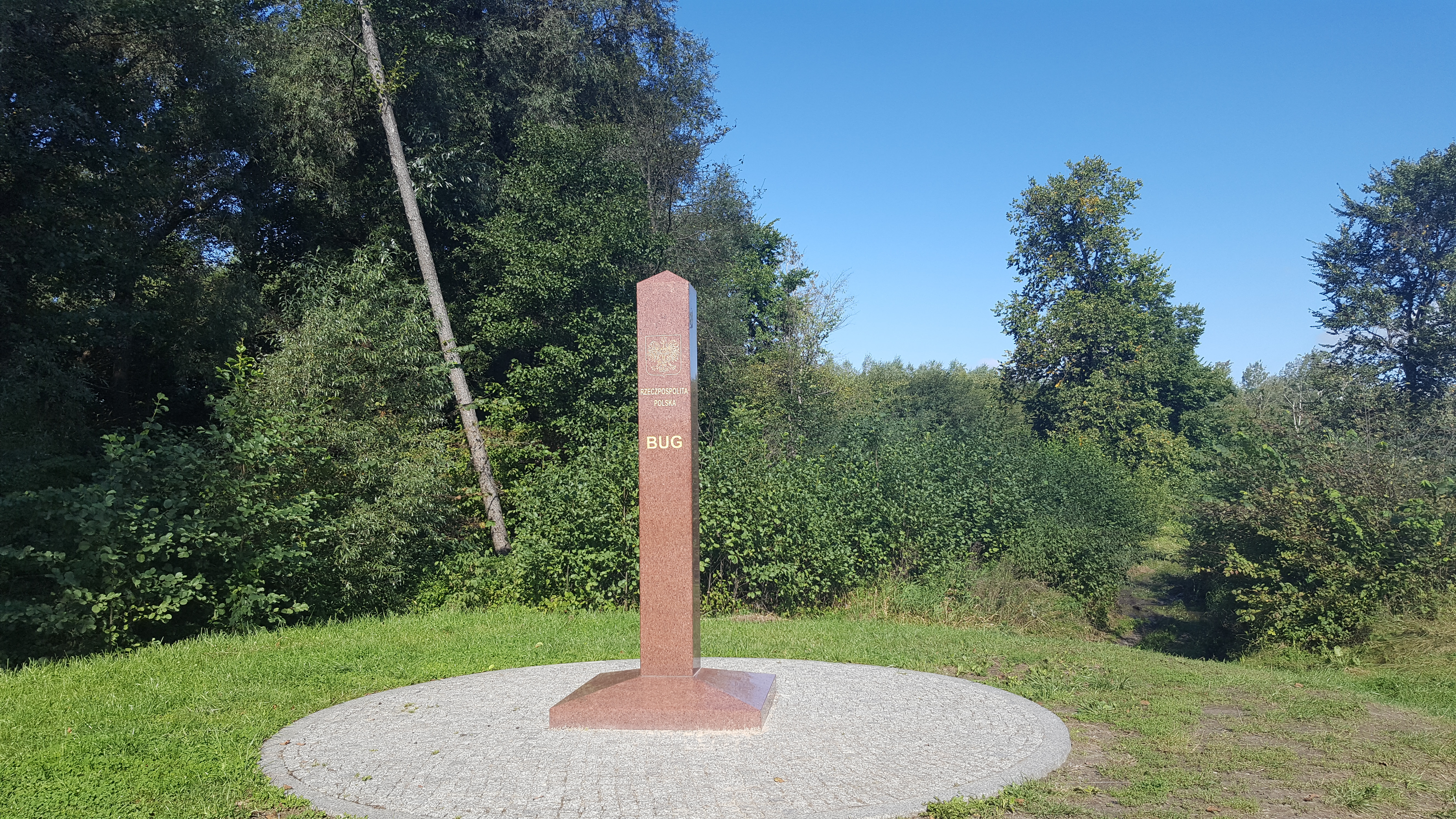
Granica polsko-białoruska, trójstyk RP, RB, UA (wrzesień 2020)

- Linia rozgraniczenia z:  Placówką Straży Granicznej w Woli Uhruskiej od południa.

Stan z 1 września 2021
- Od znaku granicznego nr 1041 do znaku granicznego nr 1079.
- Linia rozgraniczenia z:

1. Placówką Straży Granicznej we Włodawie: włącznie znak graniczny nr 1079, drogą polną do drogi Włodawa – Sobibór, skrzyżowanie drogi Włodawa – Sobibór z drogą za leśniczówką w miejscowości Dubnik, włącznie Żłobek, skrzyżowanie dróg Włodawa – Chełm – Żłobek, skrzyżowanie dróg Włodawa – Chełm – Tarasiuki, dalej granicą gmin Wyryki i Włodawa, Wyryki i Hańsk, Stary Brus i Hańsk, Stary Brus i Urszulin.
2. Placówką Straży Granicznej w Woli Uhruskiej: wyłącznie znak graniczny nr 1041, punkt triangulacyjny 172,5, Stulno, linią kolejową Chełm – Włodawa, dalej granicą gmin Włodawa i Wola Uhruska, Hańsk i Wola Uhruska, Hańsk i Sawin, Hańsk i Wierzbica, Urszulin i Wierzbica.
3. Placówką Straży Granicznej w Lublinie: granicą gmin Urszulin i Cyców, Urszulin i Ludwin, Urszulin i Sosnowica.

- Poza strefą nadgraniczną obejmuje z powiatu włodawskiego gmina: Urszulin.

Stan z 30 grudnia 2014
Obszar służbowej działalności Placówki SG w Zbereżu jest położony w powiecie włodawskim i obejmuje w całości gminę Hańsk oraz w części gminy Włodawa i Wola Uhruska.
Stan z 1 sierpnia 2011
Całkowita długość ochranianej rzecznej granicy z Ukrainą wynosiła 36,69 km:
- Od znaku granicznego nr 1041 do znaku granicznego nr 1123. (Na wysokości znaku granicznego nr 1123 stykały się granice: Polski, Białorusi i Ukrainy – trójstyk[d])[11].

- Linia rozgraniczenia z:

1. Placówką Straży Granicznej we Włodawie: włącznie znak graniczny nr 1123, skrzyżowanie drogi Sobibór – Włodawa z linią kolejową, w miejscowości Tarasiuki, skrzyżowanie dróg Włodawa – Chełm – Tarasiuki, dalej granicą gmin Wyryki oraz Włodawa i Hańsk.
2. Placówką Straży Granicznej w Woli Uhruskiej: wyłącznie znak graniczny nr 1041, punkt triangulacyjny 172,5,  Stulno, linią kolejową Chełm – Włodawa, dalej granicą gmin Włodawa i Hańsk oraz Wola Uhruska i Sawin.

- Poza strefą nadgraniczną obejmował z powiatu włodawskiego gmina Urszulin.

Stan z 31 stycznia 2007
Obszar służbowej działalności Placówki SG w Zbereżu obejmował powiat włodawski (gminę Hańsk oraz część gminy Włodawa i część gminy Wola Uhruska). Długość ochranianego przez Placówkę SG odcinka granicy państwowej wynosił około 37 km i była to wyłącznie granica rzeczna z Ukrainą, przebiegająca środkiem koryta rzeki granicznej Bug.

## Placówki sąsiednie
- Placówka SG we Włodawie ⇔ Placówka SG w Woli Uhruskiej – 31.01.2007[3]
- Placówka SG we Włodawie ⇔ Placówka SG w Woli Uhruskiej – 01.08.2011[10]
- Placówka SG we Włodawie ⇔ Placówka SG w Woli Uhruskiej, Placówka SG w Lublinie – 01.09.2021[9].

## Komendanci placówki
- por. SG/mjr SG Artur Rapa[12] (był 31.01.2007)[3]
- ppłk SG Zbigniew Kosz (był 27.11.2012–był w 2015)[11]
- kpt. SG/mjr SG Andrzej Kupracz[13] (od 01.12.2016)[14]
- mjr SG Edmund Orzeł (był 02.11.2017)[15]
- mjr SG/ppłk SG Leonard Janowicz (był 17.01.2019)[16].
- ppłk SG Radosław Kasztelan (Teraz)

## Nadanie imienia placówce
Nadanie imienia placówce podano za: Roczniki Wydziału Nauk Prawnych i Ekonomicznych KUL. W: Stanisław Dubaj: Patroni Nadbużańskiego Oddziału Straży Granicznej i Podległych Placówek SG – Tom VIII−IX, zeszyt 1 – 2012–2013. Lublin: Katolicki Uniwersytet Lubelski Jana Pawła II, 2013, s. 334.
Dzięki staraniom płk. SG Mariana Pogody podjęto inicjatywę nadania Placówce SG w Zbereżu imienia „gen. bryg. Wilhelma Orlika-Rückemanna”, ostatniego dowódcy Korpusu Ochrony Pogranicza, który pod koniec września 1939 roku, idąc od Szacka w kierunku Wytyczna, prowadził podwładnych także przez Zbereże i okoliczne wsie. Przedsięwzięcia w tym zakresie do wiosny 2011 roku były w bardzo zaawansowanym stadium. 1 października 2011 roku podczas obchodów 72 rocznicy bitwy pod Wytycznem nastąpiło nadanie Placówce SG w Zbereżu imienia generała Wilhelma Orlik-Rückemanna. W uroczystym odsłonięciu tablicy pamiątkowej, upamiętniającej to wydarzenie uczestniczyli, wnuk generała oraz jego syn,  gen. bryg. SG Leszek Elas – Komendant Główny Straży Granicznej oraz gen. bryg. SG Jarosław Frączyk – Komendant Nadbużańskiego Oddziału Straży Granicznej. Tu, w miejscu ostatniej bitwy KOP doszło do spotkania A. Kotuły żołnierza gen. Rückemanna z synem i wnukiem generała, którzy przybyli z Kanady na uroczystości nadania imienia Placówce.